# Florence Foresti
Florence Foresti (Vénissieux, departamento de Ródano, región de Ródano-Alpes, 8 de noviembre de 1973) es una humorista y actriz francesa.

## Formación
Florence Foresti estudió en Lyon el bachillerato, en la modalidad de letras, tras lo que efectuó una sesión de trabajos formativos en la serie de televisión Thalassa.
A la edad de 20 años, se inscribió en Lyon para un curso de teatro clásico, aunque lo dejó al cabo de tan sólo dos días. Mientras tanto, realizó diversos trabajos de tipo eventual.

## Carrera escénica
A pesar de ello, Florence debutó finalmente en los escenarios en 1998 en el café-teatro Le Nombril du monde, de Lyon, formando parte de un trío femenino junto con Céline Iannucci y Cécile Giroud, llamado Les taupes Modèles (en un juego de palabras referido a las top models). La actuación, a la que siguió una gira por Francia, resultó un éxito, atrayendo la atención de la humorista consagrada Anne Roumanoff, quien propuso a Florence Fioresti actuar como telonera en sus actuaciones, lo que definitivamente lanzó la carrera artística de Florence.
En el año 2001, Florence presentó su primer show en solitario, Manquerait plus qu’elle soit drôle, que obtuvo el Premio del Jurado en el Festival de Teatro de Antibes. Por estas mismas fechas colaboraba en algunos programas de televisión.
Para el año 2005, Florence inició una nueva gira con Francia, con su espectáculo Florence Foresti fait des sketchs et des fois elle amène son chien, a la vez que elabora pequeños sketches para televisión.
En el 2006, editó un DVD con sus espectáculos, que supuso un éxito de ventas en Francia, con más de 500.000 copias vendidas. Dicho éxito le abrió, en abril de ese mismo año, las puertas del Olympia de París. Simultáneamente, rodaba su primera película, una película belga (Dikkenek) a las órdenes del director Olivier Van Hoofstadt, con los actores Dominique Pinon, Jérémie Renier y Marion Cotillard, que fue proyectada en los cines en junio.
El 22 de enero de 2007, tras anunciar que estaba embarazada, comunicó que tomaba un descanso en su carrera para el nacimiento de su hija, con lo que redujo mucho sus apariciones por televisión.
Tras el nacimiento de su hija, Toni, el 10 de julio de 2007, reemprendió su carrera, actuando en el teatro en la obra L'Abribus, dirigida por Philippe Sohier compartiendo papel protagonista con Philip Elno, con representaciones previstas hasta mayo de 2008.

## Filmografía
- 2006: Dikkenek, en el papel de comisario Laurence.
- 2006: The Ant Bully: actriz de voz de la hormiga Kreela.
- 2007: Détrompez-vous.
- 2007: Si c'était Lui..., como Roseline, la hermana de Carole Bouquet.
- 2015: Le Petit Prince, actriz de voz de la Madre.

## Premios
- 2001: Premio del Jurado del Festival de Teatro de Antibes por Manquerait plus qu’elle soit drôle, espectáculo en solitario.